# Burg Oberotterbach
Die Burg Oberotterbach ist eine abgegangene Burg, vermutlich eine Höhenburg, bei Oberotterbach im Landkreis Südliche Weinstraße in Rheinland-Pfalz.
Nach der örtlichen Überlieferung soll die Burg der Herren von Otterbach nordwestlich des Dorfes auf dem „Closenberg“ (Klosterberg) gestanden haben und soll durch eine Fehde mit den Speyrern mit allen Besitzungen verloren gegangen sein.
Eine weitere Quelle nennt ein „Schlössl“, ein in der zweiten Hälfte des 18. Jahrhunderts erbauten spätbarocken Schlossbau.